# Jean Delsol
Pour les articles homonymes, voir Delsol.
Jean Joseph Delsol (27 octobre 1827 à Saint-Christophe-Vallon - 29 janvier 1896 à Paris), est un avocat et homme politique français.

## Biographie
Il fit ses études à Rodez, puis au lycée Henri-IV. Lauréat de l'École de droit de Paris, il fut reçu docteur, se fit inscrire au barreau de Paris, et acquit assez de réputation pour être, sous l'Empire, « avocat institué » au ministère de l'Instruction publique. 
Conseiller général du canton de Conques en juin 1864, membre de la Société des lettres, sciences et arts de l'Aveyron, Delsol se présenta comme candidat républicain, aux élections du 8 février 1871. Élu représentant de l'Aveyron à l'Assemblée nationale, il fit d'abord partie du groupe Feray (républicains conservateurs), puis il se fit inscrire au centre droit, et passa ensuite dans le camp monarchique (il fut un des 94 signataires contre l'exil des Bourbons). 
Élu sénateur de l'Aveyron, le 30 janvier 1876, il prit place à droite, vota pour la dissolution de la Chambre demandée par le cabinet de Broglie-Fourtou (1877), et contre les cabinets républicains qui survirent. Au renouvellement du 6 janvier 1885, les électeurs sénatoriaux de l'Aveyron lui conservèrent son mandat. 

## Publications
- Étude sur la Roche-Flavin, savant jurisconsulte toulousain du XVIe siècle
- Le Code Napoléon expliqué (1854-1855)

## Sources
- « Jean Delsol », dans Adolphe Robert et Gaston Cougny, Dictionnaire des parlementaires français, Edgar Bourloton, 1889-1891 [détail de l’édition]